# Delray Beach International Tennis Championships 2013
Il Delray Beach International Tennis Championships 2013 è stato un torneo di tennis giocato sul cemento. È stata la 21ª edizione del Delray Beach International Tennis Championships, che fa parte della categoria ATP World Tour 250 series nell'ambito dell'ATP World Tour 2013. Si è giocato al Delray Beach Tennis Center di Delray Beach negli Stati Uniti, dal 25 febbraio al 3 marzo 2013.

## Partecipanti

### Teste di serie
| Nazionalità | Giocatore            | Ranking* | Testa di serie |
| ----------- | -------------------- | -------- | -------------- |
| Stati Uniti | John Isner           | 16       | 1              |
| Germania    | Tommy Haas           | 18       | 2              |
| Stati Uniti | Sam Querrey          | 21       | 3              |
| Giappone    | Kei Nishikori        | 22       | 4              |
| Ucraina     | Aleksandr Dolhopolov | 23       | 5              |
| Sudafrica   | Kevin Anderson       | 30       | 6              |
| Spagna      | Feliciano López      | 47       | 7              |
| Belgio      | Xavier Malisse       | 48       | 8              |

* Ranking al 18 febbraio 2013.

### Altri partecipanti
I seguenti giocatori hanno ricevuto una wild-card per il tabellone principale:
- James Blake
- Sam Querrey
- Jack Sock

I seguenti giocatori sono entrati in tabellone passando dalle qualificazioni:

- Ernests Gulbis
- Daniel Muñoz de la Nava
- Bobby Reynolds
- Tim Smyczek

## Campioni

### Singolare
Ernests Gulbis ha sconfitto in finale  Édouard Roger-Vasselin con il punteggio di 7–6(3), 6-3.

### Doppio
James Blake /  Jack Sock hanno sconfitto in finale  Maks Mirny /  Horia Tecău per 6-4, 6-4.